# Izajasz (Czanturia)
Izajasz, imię świeckie Zurab Czanturia (ur. 12 kwietnia 1961 w Zugdidi) – gruziński duchowny prawosławny, od 2006 metropolita Nikozi i Cchinwali.

## Życiorys
28 kwietnia 1994 otrzymał święcenia diakonatu, a 11 grudnia tegoż roku – prezbiteratu. 9 kwietnia 1995 przyjął chirotonię biskupią. 30 kwietnia 2006 podniesiony został do godności metropolity.